# Phasia jeanneli
Phasia jeanneli är en tvåvingeart som först beskrevs av Louis-Paul Mesnil 1953.  Phasia jeanneli ingår i släktet Phasia och familjen parasitflugor.
Artens utbredningsområde är Kenya. Inga underarter finns listade i Catalogue of Life.